# Песня о сентиментальном боксёре
Удар, удар… Ещё удар…

Опять удар — и вот

Борис Буткеев (Краснодар)

Проводит апперкот.
«Песня о сентиментальном боксёре» («Удар, удар… Ещё удар…») — песня Владимира Высоцкого, созданная в 1966 году. Авторские варианты названия: «О сентиментальном боксёре», «Песенка о сентиментальном боксёре», «Песенка про сентиментального боксёра», «Песня о боксёре, который был очень гуманен и сентиментален», «Песня о сентиментальном боксёре, который умел драться, но очень этого дела не любил», «Песня про боксёра, который умел, но не любил очень драться», «Про боксёра, который умел, но не любил драться», «Про сентиментального боксёра», «Про человека, который не любил драться, но очень умел», «Боксёр», «Про боксёра», «Сентиментальный боксёр», «Песня про сентиментального боксёра».
В основе песни — история поединка между «сентиментальным боксёром» и спортсменом Борисом Буткеевым. В произведении обнаруживаются поэтика лубочных картинок и элементы пародии, связанные, в частности, с обыгрыванием фразы из поэмы Владимира Маяковского «Хорошо!». При жизни автора песня была записана на пластинках «Underground Soviet Ballads» (США, 1972) и фр. Le nouveau chansonnier international U.R.S.S. Vladimir Vissotski (Франция, 1977), опубликована в первой части четырёхтомного сборника «Песни русских бардов» (Франция, 1977), включена в сборник неподцензурных текстов «Метрополь» (1979). Произведение переведено на ряд иностранных языков. Рекомендовано для изучения на факультативных занятиях по литературе в общеобразовательных школах России.

## Описание, сюжет
«Песня о сентиментальном боксёре» представляет собой монолог-размышление и одновременно — ориентированный на публику своеобразный репортаж с ринга. Сама по себе ситуация, в которую попадает герой-рассказчик, является, по замечанию высоцковеда Тома Крафта, несколько искусственной: слушатель или читатель не знает, что предшествовало описываемым событиям и почему человек, явно не готовый к бою, оказался участником боксёрского поединка.
О его противнике — Борисе Буткееве — известно, что он — сибиряк («настырные они»), выступающий за команду Краснодара. Буткеев, вероятно, профессионально подготовлен: его действия доведены до автоматизма, он хорошо подкован технически, умеет работать в высоком темпе: «Вот он прижал меня в углу, / Вот я едва ушёл… / Вот апперкот — я на полу, / И мне нехорошо!» Лёгкость, с которой крушит соперника Буткеев, соотносится с его лозунгом: «И жить хорошо, и жизнь хороша!» На фоне неутомимого противника рассказчик выглядит человеком бессильным и рефлексирующим. Он поставлен в ситуацию сложного для себя нравственного выбора: нужно либо принять, либо проиграть бой. При этом ответить ударом на удар герой не способен: «Неправда, будто бы к концу / Я силы берегу, — / Бить человека по лицу / Я с детства не могу».
Результат поединка — с точки зрения спортивной достоверности — кажется невероятным: «сентиментальный боксёр» объявлен победителем, потому что Буткеев, уже в середине боя работающий с одышкой, в конце встречи сам лишается сил. В итоге — «Мне руку поднял рефери́, / Которой я не бил».

Возникает вопрос, чему служит это расхождение между реалиями боксёрского спорта и описанной сценой с более жёстким, ограниченным регламентом? Искусственность ситуации создаёт экстремальные обстоятельства, напоминающие драку на улице, где возникает необходимость либо быстро принять решение о самообороне, либо быть беззащитной жертвой произвола нападающего.

## История песни

Автограф песни

Первые наброски песни были сделаны Высоцким в апреле 1966 года в Минске на съёмках фильма «Я родом из детства». По воспоминаниям, опубликованным высоцковедами Валерием Шакало и Александром Линкевичем, на студии, в перерыве между эпизодами, Высоцкий начал что-то быстро записывать на развороте книги, оказавшейся под рукой, но внезапно был вызван режиссёром на съёмку. Партнёры по площадке решили проверить реакцию Высоцкого на исчезновение рукописи и к его возвращению спрятали её. Поэт не оценил шутки: «вид у Высоцкого был такой, как будто он хотел убить того, кто признается». Что-то буркнув, он покинул студию. Благодаря такому нелепому розыгрышу черновой автограф наброска «Песни о сентиментальном боксёре» сохранился и впоследствии был подарен Музею Высоцкого на Таганке.
В первом наброске боксёр-противник назывался по фамилии — Смирнов; позже, в ранних вариантах песни, — Борис Евсеев. Супруга поэта Людмила Абрамова рассказывала о событиях, произошедших во время гастролей Театра на Таганке в Сухуми в 1966 году. В этой поездке был обкраден Борис Буткеев — рабочий сцены, позже ставший актёром театра: «украли настолько „все“, что он приехал в Москву в чужих „вьетнамках“ <...> И Володя, для того чтобы развлечь и утешить его, стал петь не „Борис Евсеев“, а „Борис Буткеев“, — так это и осталось в песне».
В воспоминаниях современников поэта присутствуют разные версии, связанные с историей создания песни. Так, писатель Артур Макаров рассказывал о том, как он вместе с Высоцким и Михаилом Туманишвили оказались втянутыми в уличную драку с компанией хулиганов, пристававших к девушке. После окончания потасовки Макаров высказал недовольство Туманишвили, считая его виноватым в полученном коварном ударе от противников со спины: «Как же так? Ты был сзади, а мне оттуда навесили? Как это называется?» Михаил ответил: «Артур! Люди разные. Ты без размышления можешь ударить любого, а я с детства не могу бить человека по лицу!» Ещё один товарищ поэта — Георгий Епифанцев — утверждал, что Высоцкий написал «Сентиментального боксёра» и «Песню о конькобежце…» для его пьесы «У моря моего детства»: «Главный герой — молодой парень-боксёр. У него всё сложно, его выгоняют с работы, но он всё равно тренируется. <…> Пьесу сначала приняли на телевидении, и Высоцкий очень за меня обрадовался, но потом зарубили». Это высказывание не встретило поддержки со стороны Людмилы Абрамовой, которая в интервью писателю Валерию Перевозчикову заметила: «То, что Володины некоторые песни написаны были для Жориной пьесы, — я думаю, что это не так».
Столь же разноречива информация о возможных прототипах героев произведения. Артур Макаров считал, что в «Песне про сентиментального боксера» воплотились истории, рассказываемые чемпионом СССР, участником Мельбурнской олимпиады Эдуардом Борисовым: «…он приезжал с соревнований — много и интересно рассказывал». В 2003 году в статье «За кого болел Высоцкий», опубликованной в газете «Советский спорт», корреспондент А. Морозов, ссылаясь на сокурсника Высоцкого по Школе-студии МХАТ Александра Нилина, написал, что современники узнавали в Борисе Буткееве боксёра Виктора Агеева — любимца болельщиков, славившегося своей эпатажностью и на ринге, и за его пределами: «Пошли разговоры о чудовищных пьянках, творимых поэтом и нокаутёром в „Национале“. О загулах, от которых трясётся Москва…» Со слов Нилина, многократный чемпион СССР и Европы в среднем весе до этой песни не был знаком с Высоцким.
Первое исполнение «Песни о сентиментальном боксёре» произошло в мае 1966 года перед друзьями, в компании брата Людмилы Абрамовой — Валерия Абрамова. С осени того же года Высоцкий стал включать произведение в свои концертные программы.

## Первые записи, публикации, переводы

Обложка альманаха «Метрополь», перепечатанного в 1979 году издательством «Ardis Publishing»

В 1972 году в США вышла пластинка песен Владимира Высоцкого «Underground Soviet Ballads», включавшая в себя и «Песню о боксёре». Издание известно тем, что на пластинке оказались записанными песни, к созданию которых поэт не имел отношения. Ошибочно ему приписали песни «Бабье лето» («Клёны выкрасили город…», названная на пластинке «LETO»), «Цыганка с картами, дорога дальняя…» («TURMA NA TAGANE») и «Товарищ Сталин» («TOV STALIN»). Как отмечает исследователь творчества поэта Максим Кравчинский, издание «запрещённых в СССР» исполнителей в те времена было прибыльным бизнесом: «Зачем искать артиста, платить за аренду студии, аранжировки и права, если можно переписать всё с контрабандных плёнок и вложиться только в тираж и нехитрый дизайн?» В аннотации, размещённой на обложке издания, в частности, говорилось: «…Песни Высоцкого невероятно популярны. Они широко распространены на магнитных лентах. Все усилия агентов КГБ конфисковать эти плёнки сводятся на нет фанатами певца, которые решительно настроены продолжать записывать и распространять его песни».
Текст песни был напечатан при жизни поэта в 1977 году в Париже в первой части четырёхтомного сборника «Песни русских бардов». Это издание, распространявшееся по подписке, анонсированной в мае 1977 года, включало в себя более двухсот произведений поэта и являлось первым его собранием сочинений. Примечательно оно также тем, что подписчики получали не только книги, но и одновременно песни на кассетах. В марте этого же года песня вышла на пластинке фр. Le nouveau chansonnier international U.R.S.S. Vladimir Vissotski, выпущенной французской звукозаписывающей компанией «Le Chant du Monde». Ещё в 1975 году Высоцкий передал студии права на двадцать три свои песни и записал их в Париже. Аранжировки для альбома готовил Константин Казански, в записи принимали участие: гитары — Клод Пави, Константин Казански (фр. Claude Pavy, Kostia Kazansky), контрабас — Пьер Морейон, Юбер Тиссие (фр. Pierre Moreilhon, Hubert Tissier). В 1979 году стихотворение было опубликовано в первом, скандальном выпуске альманаха «Метрополь», выпущенном американским издательством «Ардис».
В СССР в 1987 году фирма «Мелодия» выпустила песню на пластинке «Сентиментальный боксёр» (первой из серии «На концертах Владимира Высоцкого», М60 48023 007) в записи 1967 года с неофициального концерта поэта, а текст произведения впервые был опубликован в 1988 году в сборнике «Избранное» издательства «Советский писатель».
Песня была переведена на английский, иврит (перевод Зеэва Гейзеля), словенский язык. В 1999 году она была исполнена датчанином Пером Вармингом (Per Warming), спевшим её на шведском языке для записи на компакт-диске «Сентиментальный боксер» (швед. «Den sentimentale bokser»), и в этом же году опубликована в книге переводов на шведский с тем же названием.
На итальянском языке произведение (итал. «Il pugile sentimentale») увидело свет в мае 1993 года в книге и на диске с названием «Полёт Володи» (Il volo di Volodja), а также прозвучало на музыку Серджо Сакки (итал. Sergio Sacchi) в исполнении Виничио Капоссела на фестивале в Сан-Ремо 31 октября того же года — этот день фестиваля был посвящён памяти Высоцкого и назван его организаторами «Подарок Володе». Виничио Капоссела выпустил песню на одном из своих дисков (итал. «Live in Volvo»). Песня стала известна в Италии: рок-группа «Gronge» в качестве первой песни включила её в свой альбом (итал. «Tecnopunkabaret»), а короткометражный фильм итал. «Okappa e kappao», в котором звучала «Песня о сентиментальном боксёре», получил специальный приз кинофестиваля итал. «Mitreo Film Festival».

## В контексте спортивной темы
В 1979 году, выступая перед зрителями в Нью-Йорке, Высоцкий сообщил, что планирует написать о спорте ровно сорок девять песен. Цифра была выбрана неслучайно — она совпадала с количеством клеток в лотерейной таблице игры «Спортлото» и, по словам литературоведа Владимира Новикова, казалась поэту интересной из-за «завершённости и универсальности». Несмотря на то, что задумка осталась нереализованной, советский спортивный мир 1960—1970-х годов представлен в творчестве Высоцкого весьма подробно — в его наследии насчитывается около двух десятков песен, так или иначе связанных с этой темой. Среди них — «Песня о конькобежце», «Профессионалы», «Марафон», «Вратарь», «Утренняя гимнастика», произведения из дилогии «Честь шахматной короны» и другие.
— Это самая быстрая моя песня — я иногда сам даже не очень соображаю, в чём там дело.
Серия спортивных песен, по замечанию польского литературоведа Бартоша Осиевича, перекликается с так называемым «горным циклом» Высоцкого: и в той, и в другой группе произведений персонажи поставлены в «испытательную ситуацию» и вынуждены существовать на пределе физических и эмоциональных возможностей. Практически во всех «спортивных» песнях обнаруживается своеобразный подтекст, позволяющий вывести рассказываемую историю за рамки незатейливого сюжета о голах, очках и рекордах. Так, прыгун в длину, переступивший за черту, напоминает героя «Охоты на волков» — в обоих случаях происходит выход «за флажки», а значит — нарушение моральных норм и правил, принятых в обществе. Рассказчик из «Песни о сентиментальном боксёре», не привыкший «бить человека по лицу», выглядит гуманистом и в жизни, и на ринге — своим нежеланием «крошить челюсть» он близок персонажу песни «Тот, который не стрелял». Герой песни про конькобежца на короткие дистанции, которого заставляют бежать на длинную, — это, по сути, обычный советский труженик, обязанный справляться с явно невыполнимыми производственными заданиями. Свидетельством того, что поэт стремился подчеркнуть родство между своими персонажами, выступающими в разных видах спорта, является тот факт, что в 1966−1968 годах он на концертах исполнял «Песню о сентиментальном боксёре» вслед за песней о конькобежце, подчёркивая, что эти произведения представляют собой своеобразную дилогию: «Вторая серия предыдущей песни — про того же человека, когда он стал боксёром».

## Образы героев
В песне действуют два персонажа, поведение которых во время поединка диаметрально противоположно. По мнению Тома Крафта, в имени одного из них, Буткеева, уже заложено стремление к схватке: слово «Борис» созвучно глаголу «бороться». Соединение имени с фамилией во время быстрого репортажа рождает соотносящееся с представлением о молодецкой силе звукосочетание БоБу — в результате краснодарский боксёр предстаёт перед слушателями в образе крепкого, дюжего бойца. На ринге он подобен заведённой машине: не зная сомнений в верности выбранной тактике, он может только ускоряться. Войдя в азарт, Буткеев наносит удары в неприкрытые места противника, легко находит болевые точки, взламывает защиту.
«Сентиментальный боксёр» выглядит на фоне Буткеева пассивным соперником. На протяжении всего поединка он вынужден решать, какое из «двух зол» меньшее; выбор невелик — или нанести ответный удар, или проиграть. Оба варианта для героя — с его внутренней установкой «не бить по лицу» и одновременным нежеланием терпеть боль — кажутся неприемлемыми. При этом его отношение к неутомимому Буткееву постепенно меняется — если в первых строфах песни тот воспринимается просто как «настырный сибиряк», то по мере развития событий рассказчик начинает демонстрировать определённую нетерпимость: «А он всё бьёт — здоровый, чёрт!» Чувствуя, что добром эта потасовка не закончится («Я вижу — быть беде»), герой — впервые за время боя — даже пытается предупредить противника о последствиях: «И я сказал ему: / „Чудак! Устал ведь — отдохни!“» Но Буткеев, напоминающий в этой ситуации вошедшего в раж непослушного ребёнка, не слышит призывов оппонента и не чувствует, что сам слабеет. Даже упав на ринг, он продолжает мысленно произносить въевшийся в его сознание тезис о том, что «жизнь хороша».

## Фольклорные и литературные параллели. Пародия

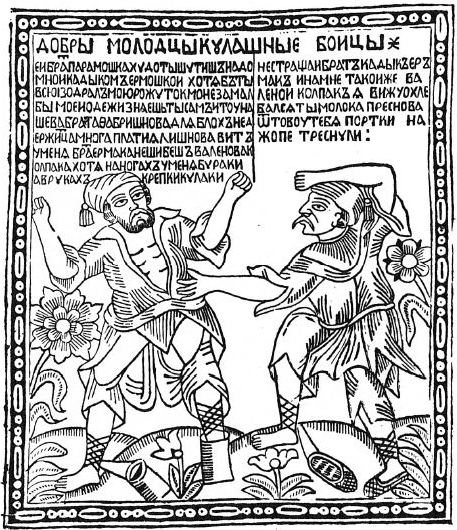
Добры молодцы кулачные бойцы Парамошка и Ермошка. Ксилография. XVIII век

Поэтесса и литературовед Новелла Матвеева в 1980 году писала, что «Владимир Высоцкий создал как бы новый лубок». По мнению итальянского высоцковеда Марио Алессандро Курлетто, речь в данном случае идёт не только о графических изображениях, но и об умении использовать в произведениях поэтику городского фольклора, в котором присутствуют ярмарочные или балаганные картины. «Песня о сентиментальном боксёре» в этом смысле восходит к лубочным произведениям с их тяготением к показу народных боёв, в том числе кулачных. При изучении лубочных рисунков Курлетто обращает внимание на подписи, сделанные в пародийном стиле. К примеру, на гравюре XVIII века, озаглавленной «Добры молодцы кулачные бойцы Парамошка и Ермошка», изображены два друга, которые, судя по воспроизведённым на картинке репликам, не имеют серьёзного настроя на поединок. Один персонаж, обращаясь к другому, произносит: «Еи брат Парамошка худо ты шутишь надо мною кадыкомъ Ермошкои хотя бъ ты всю iзодралъ мою рожу токмо не замал бы моей одежи». Тот отвечает в подобном же ключе: «Я вижу охлебался ты молока преснова оттово у тебя портки на жопе треснули».

Подобное смягчение доли насилия в таком жёстком по своей природе сражении, как кулачный бой, напоминает нам то, что происходит в «Песне о сентиментальном боксёре», где почти невольно побеждает тот, кто с детства не может «бить человека по лицу» и неизвестно по каким случайным обстоятельствам занимается боксом. 
Элемент пародии присутствует и в рефрене песни, в который включена видоизменённая цитата из поэмы Владимира Маяковского «Хорошо!». В ней есть, в частности, строки: «Я земной шар / чуть не весь обошёл, — / И жизнь хороша, / и жить хорошо». В «Песне о сентиментальном боксёре» они внедрены в сознание одного из героев как штамп и звучат несколько иначе, с перестановкой слов: «И думал Буткеев, мне челюсть кроша: / И жить хорошо, и жизнь хороша!» Чуть позже этот же девиз Буткеева возникает в ситуации, когда он наносит удары, «рёбра круша». Пародийный эффект, по замечанию литературоведа Анатолия Кулагина, создаётся с помощью контраста: с одной стороны — хрестоматийные фразы из Октябрьской поэмы Маяковского, с другой — снижение их торжественного пафоса в поединке с участием неравных противников. Возвышенная риторика Маяковского в ещё большей степени разрушается в финале песни, когда появляется просторечная лексика: «Лежал он и думал, что жизнь хороша. / Кому хороша, а кому — ни шиша!»
Как отмечал Владимир Новиков, во второй половине 1966 года, когда в Театре на Таганке начались репетиции спектакля «Послушайте!» по произведениям Маяковского, Юрий Любимов решил показать, что поэт был не только «агитатором и трибуном», но и живым, сомневающимся, мечущимся человеком. По версии режиссёра, такой образ можно было создать с помощью пятерых разных актёров, показывающих разные стороны натуры Маяковского. Одну из ипостасей — «в кепке, с бильярдным кием» — надлежало воплотить Высоцкому. Возможно, эта грань в связке «Маяковский — Высоцкий» показалась Любимову органичной после появления «Песни о сентиментальном боксёре», в которой Владимир Семёнович весьма непринуждённо обыграл классические строки.

Маяковский, может быть, на такую переделку и не обиделся бы. Сам он тоже был — палец в рот не клади, да и не так уж буквально «жизнь хороша» он говорил — недаром сразу после «Хорошо» собирался писать поэму «Плохо». Не успел, вот мы за него теперь и дописываем. 

## Песня как синтетическое произведение

### Драматургия
Ещё при жизни Высоцкого, в 1968 году, театровед Наталья Крымова заметила на страницах журнала «Советская эстрада и цирк», что песни молодого автора представляют собой «своеобразные маленькие драмы», а в целом его творчество сродни «уличному театру». Сам Высоцкий, отвечая на вопрос о том, кем он себя считает — актёром, поэтом или композитором, пояснял, что пытается создать некий синтез из разных «жанров и элементов»: «Может быть, это какой-то новый вид искусства». С конца 1990-х годов в кругу исследователей песенной поэзии Высоцкого артикулируются тезисы о необходимости воспринимать его произведения как единое художественное целое, рассматривая при анализе не только текст и музыку, но и ритм, темп, интонации во время исполнения. Открытым остаётся лишь вопрос терминологии: ряд авторов, в том числе Том Крафт, используют в данном случае понятие «синкретичность»; другие называют такой вид искусства синтетичным.
Очень серьёзно отношусь к спортивным проблемам и пою песни о спорте. Чаще всего это песни шуточные. Но, по-моему, все мои спортивные песни имеют отношение и к спорту, и не к спорту: в каждой спортивной песне существует своя драматургия
Чтобы показать драматургию «Песни о сентиментальном боксёре», Крафт прослушал и сопоставил два её варианта: неофициальное авторское выступление (1967) и запись на французской пластинке «Vladimir Vissotski» (1977). Разночтений в тексте, по замечанию исследователя, было мало. Единственное отличие между вариантами заключается в том, что в 1967 году финал песни звучал иначе, чем в более поздних редакциях: «Лежал он и думал, что жизнь хороша — / Кому хороша, а кому не очень». Вероятно, осознавая, что аудитория во Франции может не понять суть истории, излагаемой на русском языке, Высоцкий во время этого исполнения использовал различные средства паралингвистики. Так, интонация певца постоянно менялась: в его голосе — в зависимости от развития сюжета — звучали то надрывное отчаяние, то недоумение, то возрастающая уверенность в себе. Рефрену «И жить хорошо, и жизнь хороша» почти повсеместно предшествовала небольшая пауза. Заключительная фраза («Кому хороша, а кому — ни шиша!») несла в себе сочетание таких сложных чувств, как подспудное ликование победителя и одновременно — едва заметное облегчение человека, сумевшего выстоять.

### Музыка и ритм
Сравнивая варианты 1967 и 1977 годов, Том Крафт заметил, что музыка в первом случае звучала несколько медленнее, минорная мелодия, состоявшая из трёх аккордов, отличалась простотой и безыскусностью. В студийной записи темп был живее, энергичнее, а ритм, создаваемый бас-гитарой, напоминал боксёрские удары. Очень быстрый ритм мелодии (в начале песни напоминающий «Полёт шмеля» Римского-Корсакова) хорошо передавал стремительность событий, происходивших во время поединка, при этом голос исполнителя не заглушался музыкальным сопровождением.
Анализируя особенности метроритмической структуры произведений Высоцкого, филолог Елена Робертовна Кузнецова обратила внимание на «зависимость ритма мотива от ударений в слове и от смысла слова», приведя в качестве примера «Песню о сентиментальном боксёре». Быстрое начало песни («Удар, удар… Ещё удар… / Опять удар — и вот…») наполнено ритмической энергией, а темп соотносится с двигательной активностью Буткеева. Первые две строфы создают у слушателя ощущение максимальной динамичности действия, при этом «каждый слог в момент авторского исполнения сопровождается аккордом гитарного аккомпанемента, то есть музыкальное сопровождение, „отвечающее“ за метрическую форму песни, предельно приближено к стихотворному тексту». С переходом к рефрену (или третьей строфе) структура мотива трансформируется. В строчках «И думал Буткеев, мне челюсть кроша: / И жить хорошо, и жизнь хороша!» на смену ямбу приходит амфибрахий. И хотя изначально заданные метрический пульс и нерв песни сохраняются, переход от одного стихотворного размера к другому ломает прежнюю музыкальную идею. Рефрен меняет и интонацию, и настроение рассказчика, возникает контраст по сравнению с зачином — в результате «волевая, целеустремлённая мелодия первых строф уступает место распеву, лирической интонации». Использование контрастных приёмов и включение в разные куплеты отличающихся друг от друга мелодико-тематических рисунков наблюдается и в других произведениях Высоцкого, отмечает Кузнецова.
Музыковед Наум Шафер отмечает, что музыкальная фраза из «Песни сентиментального боксера» («Но думал Буткеев, мне ребра круша…») близка к началу марша Василия Агапкина «Прощание славянки» и одновременно сходна с началом песни Марка Фрадкина «Воспоминание об эскадрилье „Нормандия — Неман“».

## Актуальность
Произведение, написанное в 1966 году, сохранило актуальность в течение десятилетий после смерти автора. Оно рекомендовано для прослушивания и анализа на факультативных занятиях по литературе в общеобразовательных российских школах (методика урока по теме «Спортивные песни Высоцкого», включающего знакомство с «философским подтекстом „Песни о сентиментальном боксёре“», изложена в адресованном учителям пособии Бэллы Макаровой «Литература. Высоцкий в школе. Материалы к урокам и внеклассной работе. 5—11 классы», изданном в 2005 году). Отдельные выражения из песни («Бить человека по лицу / Я с детства не могу», «И жить хорошо, и жизнь хороша!»), употребляемые, как правило, в «обобщённом образно-переносном значении», пополнили словарь современных афоризмов и фразеологизмов.
Стабильным остаётся интерес к песне со стороны зарубежной аудитории. Так, в 1999 году произведение вошло в балетный спектакль «Что-то русское» (Something Russian), поставленный в США (New York Theater Ballet Studio). История о «сентиментальном боксёре» и его сопернике легла в основу анимационного фильма «Бокс» (Boxe), снятого в 1998 году португальским режиссёром Д. Рамосом. На одном из национальных португальских фестивалей (Festival Nacional de Vídeo de Ovar) этот мультфильм получил награду. В 2003 году во Франции был выпущен компакт-диск Wardasz, содержащий, в том числе, записанную на русском языке «Песню о сентиментальном боксёре» (исполнитель — Мануэль Пескин).